# رونالد بيلي (صحفي)
رونالد بيلي (بالإنجليزية: Ronald Bailey)‏ هو كاتب العمود وصحفي أمريكي، ولد في 23 نوفمبر 1953 في سان أنطونيو في الولايات المتحدة.

## وصلات خارجية
- رونالد بيلي على موقع IMDb (الإنجليزية)